# Fotimajon Amilova
Fotimajon Amilova (11 de febrero de 1999) es una deportista uzbeka que compite en natación adaptada. Ganó tres medallas en los Juegos Paralímpicos de Río de Janeiro 2016.

## Palmarés internacional
| Juegos Paralímpicos | Juegos Paralímpicos     | Juegos Paralímpicos | Juegos Paralímpicos |
| Año                 | Lugar                   | Medalla             | Prueba              |
| ------------------- | ----------------------- | ------------------- | ------------------- |
| 2016                | Río de Janeiro (Brasil) | Medalla de oro      | 100 m braza SB13    |
| 2016                | Río de Janeiro (Brasil) | Medalla de plata    | 200 m estilos SM13  |
| 2016                | Río de Janeiro (Brasil) | Medalla de bronce   | 100 m mariposa S13  |